# Sarah Straube
Sarah Straube (Suhl, 26 aprile 2002) è una pallavolista tedesca, palleggiatrice dell'Adolfo Consolini.

## Carriera

### Club
La carriera di Sarah Straube inizia nell giovanili del Suhl, a cui resta legata fino al 2015, quando passa alla formazione federale dell'Olympia Dresden, con cui dalla stagione 2016-17 è di scena in 2. Bundesliga. Nella stagione 2019-20 esordisce invece in 1. Bundesliga con il Dresdner e nel corso di sei annate conquista due Coppe di Germania, lo scudetto 2020-21 e la Supercoppa tedesca 2021.
Nella stagione 2025-26 si trasferisce in Italia, ingaggiata dall'Adolfo Consolini, neopromossa in Serie A1.

### Nazionale
Nel 2018 viene convocata sia nella nazionale tedesca under 17 che in quella under 19, mentre l'anno successivo è chiamata nella selezione under 18.
Nel 2022 ottiene le prime convocazioni nella nazionale maggiore.

## Palmarès

### Club
- Campionato tedesco: 1

2020-21
- Coppa di Germania: 2

2019-20, 2024-25
- Supercoppa tedesca: 1

2021